# Майсль, Хуго
Ху́го Майсль (нем. Hugo Meisl; 16 ноября 1881, Малешау — 17 февраля 1937, Вена) — австрийский футболист и тренер. Брат другого известного футболиста Вильгельма Майсля.
Автор одной из самых знаменитых фраз в мире футбола:
Лучшая оборона — это атака.

## Биография
Хуго Майсль родился 16 ноября 1881 года в Малешау, Богемия, в семье богатого еврейского торговца и банкира Людвига Майсля и его жены Каролины. Отец хотел дать сыну хорошее образование, потому уже к 12-ти годам, когда семья переехала в Вену, Хуго говорил по-немецки, по-чешски и по-английски, а в Вене Хуго, учившийся на банкира в коммерческой академии, начал изучать итальянский, французский, шведский, испанский и голландский язык, будучи разносторонним человеком. Там же в Вене Майсль начал играть в футбол, присоединившись к одной из старейших австрийских команд — «Виенна-Крикет-энд-Футбол-Клуб», но карьеру игрока Майсль был вынужден завершить в 1904 году, уехав продолжать обучение, сначала в итальянский город Триест, а затем и во Францию, в Париж.
В 1905 году, возвратившись на родину и проработав некоторое время банковским служащим в Лендербанке, Майсль начал карьеру футбольного арбитра, которую он закончил в 1926 году; в 1907 году Майсль стал арбитром ФИФА, отработав на 16-ти международных матчах, включая Олимпиаду 1912 года.

### Тренерская карьера

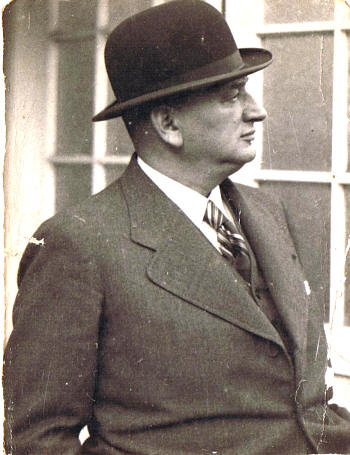
Майсль в 1930 году

В 1911 году Майсль начал работать тренером в венском клубе «Аматеурен», а через год и в сборной Австрии, его работа прервалась на период Первой мировой войны, когда он ушёл на фронт, где был главным офицером снабжения в бастионе Клаузевитц. С 1919 по 1937 год Майсль работал главным тренером национальной австрийской команды. Мейсль был большим другом Джимми Хогана, английского тренера, автора «шотландского стиля», с которым Майсль познакомился во время своей поездки по Британии, а затем неоднократно приглашал англичанина в свою страну, на что тот отвечал согласием. Хоган показал Майслю лучшие образцы британского футбола и тактики, первоначально Майсля занимала «геометрия» британских атак, показанная Хоганом, а затем, уже в Австрии, Хуго совместил их с традиционным техничным футболом и схемой игры, используемой почти всеми австрийскими командами, — 2-3-2-3, переделанной в 2-3-5, и из этого совмещения родился дунайский стиль игры. А затем в начале 1930-х и «новая» сборная Австрии, уже играющая по схеме «W-W», прозванная Вундертим за неподражаемый атакующий стиль игры, который приносил результат. Так, сборная с 14 апреля 1931 года по 7 декабря 1932 года провела 14 матчей, из которых не проиграла ни одного, самыми впечатляющими победами стали выигрыши у Бельгии 6:1, у Шотландии 5:0, у Венгрии 8:2, у Франции 4:0, у Германии 6:0 и 5:0, у Швейцарии 8:1, у Швеции 4:3 и у Италии 2:1. А всего «вундертим» с апреля 1931 года по июнь 1934 года потерпела лишь 3 поражения в 31 игре, забив в них 101 гол.
На чемпионат мира 1934 года Австрия ехала в ранге одного из главных фаворитов, перед турниром обыграв Италию в Турине 4:2. На самом первенстве австрийцы обыграли Францию в дополнительное время со счётом 3:2. Перед матчем с Венгрией, Майсль, использовав своё положение, заставил сменить назначенного судью матча Луи Барта на итальянца Франческо Маттеа. Решения арбитра были небесспорными, в частности он не назначил пенальти в ворота Австрии. Матч завершился поражением Венгрии 2:1, во время матча с венграми было травмировано несколько игроков основы австрийцев, что вынудило Майсля сказать, что «это была драка, а не матч». Перед полуфиналом со сборной Италии главный тренер итальянцев Витторио Поццо, бывший другом Майсля, говорил: «у нас нет ни единого шанса», однако перед игрой начался дождь, который нивелировал превосходство австрийцев в технике, а итальянцы победили 1:0, осветив главную проблему сборной Австрии и всей дунайской школы футбола — слабую физическую подготовку игроков. В 1936 году сборная Австрии поехала на Олимпиаду-1936, дошла до финала, где вновь проиграла итальянцем, на этот раз со счётом 1:2. 24 января 1937 года в Париже Майсль руководил сборной в последний раз, в этом матче она выиграла у французов со счётом 2:1.

«Все одиннадцать игроков должны быть в постоянно движении, чтобы предотвращать возможность противнику угадывать их намерения. Даже в центре поля, двигаясь вперёд, на противника, надо немедленно отдавать мяч в свободное пространство, куда уже должен бежать игрок атаки. Наша система... Короче говоря, у нас нет системы. Интеллект, скорость и неожиданность являются факторами успеха.»

### Карьера чиновника
В 1924 году Майсль был одним из организаторов профессиональной австрийской лиги, а в 1927 году в Венеции был одним из тех, кто предложил создание первых европейских международных турниров — Кубка Митропы для клубов и Кубка Центральной Европы для сборных команд. С 1905 года Майсль был функционером австрийского футбольного союза, с 1926 года и до своей смерти занимал должность генерального секретаря этой организации. Майсль работал и в ФИФА, с 1912 года являясь делегатом международной федерации футбольных ассоциаций от Австрии.
Хуго Майсль скончался 17 февраля 1937 года, около своего рабочего письменного стола в Вене, после остановки сердца. Он был похоронен с почестями на Центральном кладбище Вены (4-е ворота, группа 3, ряд 4, номер 11).